# Фентресс, Пол
Пол Лайон Фентресс (англ. Paul Lyon Fentress; 13 ноября 1913, Хаббард-Вудс, Иллинойс — 12 декабря 1983, Палм-Бич, Флорида) — американский хоккеист на траве, вратарь. Участник летних Олимпийских игр 1936 года.

## Биография
Пол Фентресс родился 13 ноября 1913 года на американской станции Хаббард-Вудс.
Окончил Беркширскую школу в Шеффилде в штате Массачусетс. В 1936 году окончил Принстонский университет.
Играл в хоккей на траве за университетскую команду «Принстон Тайгерз».
В 1936 году вошёл в состав сборной США по хоккею на траве на летних Олимпийских играх в Берлине, поделившей 10-11-е места. Играл на позиции вратаря, провёл 4 матча, пропустил 18 мячей (семь от сборной Индии, пять — от Японии, по три — от Венгрии и Афганистана).
В сезоне-1933/34 также на позиции вратаря играл в хоккей с шайбой за команду Принстонского университета в чемпионате Национальной ассоциации студенческого спорта.
Был частным инвестором. Входил в советы директоров компаний Barnett Bank of Florida, Baker-Fentress Company, Medford Corporation, и Consolidated-Tomeka Land Corporation в Себринге. Также был президентом Гражданской ассоциации Палм-Бич.
Умер 12 декабря 1983 года в американском городе Палм-Бич в штате Флорида.